# Mawson-Halbinsel
Die Mawson-Halbinsel ist eine schmale, vereiste und bis zu 455 m hohe Halbinsel auf der Westseite des Slawa-Schelfeises an der ostantarktischen Georg-V.-Küste. Sie erstreckt sich über eine Länge von 48 km bis zum Kap Hudson in nordwestlicher Richtung in die Somow-See des Südlichen Ozeans.
Erste Luftaufnahmen von der Halbinsel entstanden bei der Operation Highjump (1946–1947). Einen weiteren Überflug zur kartografischen Erfassung unternahm der australische Polarforscher Phillip Law im Februar 1959. Das Antarctic Names Committee of Australia (ANCA) benannte die Halbinsel nach dem australischen Polarforscher Douglas Mawson (1882–1958).